# Bahnstrecke Köping–Uttersberg–Riddarhyttan
| Der Lokschuppen in Riddarhyttan ist heute ein Café |                             |                                            |                                            |
| Streckenlänge: | mit Nebenstrecken ca. 60 km |                                            |                                            |
| Spurweite: | 1093 mm                     |                                            |                                            |
| Maximale Neigung: | 10 ‰                        |                                            |                                            |
| Minimaler Radius: | 300 m                       |                                            |                                            |
| Streckengeschwindigkeit: | 32 km/h                     |                                            |                                            |
| |                             |                                            |                                            |
| \| \| 1,5 \| Bäckegruvan \| Bäckegruvan \| \| \| 5,0 \| Lerklockan \| Lerklockan \| \| \| \| \| \| \| \| \| \| \| \| \| 0,02,5 \| Växel Nedre Skärsjön \| Växel Nedre Skärsjön \| \| \| \| \| \| \| \| 48,9 \| Källfallet \| Källfallet \| \| \| 46,9 \| Riddarhytte såg och grusgrop \| Riddarhytte såg och grusgrop \| \| \| 46,4 \| Lienshytte kolhus \| Lienshytte kolhus \| \| \| \| \| \| \| \| \| \| \| \| \| 0,046,1 \| Riddarhyttan \| Riddarhyttan \| \| \| \| \| \| \| \| 42,1 \| Forshammar \| Forshammar \| \| \| 40.5 \| Aronsberg \| Aronsberg \| \| \| 39,1 \| Ugglefors växel \| Ugglefors växel \| \| \| \| \| \| \| \| 40,8 \| Krampen \| Krampen \| \| \| 38,2 \| Godsstråket genom Bergslagen \| Godsstråket genom Bergslagen \| \| \| 34,0 \| Uttersberg \| Uttersberg \| \| \| \| \| \| \| \| \| Östanfors \| \| \| \| 26,0 \| Karmansbo \| Karmansbo \| \| \| 23,1 \| Bernshammar \| Bernshammar \| \| \| \| Svansbo \| \| \| \| \| \| \| \| \| 20,0 \| Kejsartorps växel \| Kejsartorps växel \| \| \| 17,7 \| Gisslarbo \| Gisslarbo \| \| \| 14,4 \| Kolsva \| Kolsva \| \| \| 13,2 \| Hagen \| Hagen \| \| \| \| Kolsva järnverk \| \| \| \| \| \| \| \| \| 11,6 \| Guttsta \| Guttsta \| \| \| 10,0 \| Värnbo \| Värnbo \| \| \| 7,0 \| Åsby \| Åsby \| \| \| 5,8 \| Malma kyrka \| Malma kyrka \| \| \| 5,8 \| Växel grusgrop \| Växel grusgrop \| \| \| 1,0 \| Karlsdalsvägen \| Karlsdalsvägen \| \| \| \| von Valskog \| \| \| \| \| \| \| \| \| 0,0 \| Köping (ab 1875) \| Köping (ab 1875) \| \| \| 0,0 \| Köpings Hamn (P-Bahnhof von 1865 bis 1875) \| Köpings Hamn (P-Bahnhof von 1865 bis 1875) \| \| \| \| nach Munktorp \| \| \| \| \| \| \| \| Quellen: [1][2] \| \| \| \| |                             |                                            |                                            |
| Betriebsstelle Streckenanfang (Strecke außer Betrieb) | 1,5                         | Bäckegruvan                                | Bäckegruvan                                |
| Strecke (außer Betrieb) · Betriebsstelle Streckenanfang (Strecke außer Betrieb) | 5,0                         | Lerklockan                                 | Lerklockan                                 |
| Strecke nach links (außer Betrieb) · Abzweig geradeaus und von rechts (Strecke außer Betrieb) |                             |                                            |                                            |
| |                             |                                            |                                            |
| Blockstelle (Strecke außer Betrieb) | 0,02,5                      | Växel Nedre Skärsjön                       | Växel Nedre Skärsjön                       |
| |                             |                                            |                                            |
| Strecke (außer Betrieb) · Betriebsstelle Streckenanfang (Strecke außer Betrieb) | 48,9                        | Källfallet                                 | Källfallet                                 |
| Strecke (außer Betrieb) · Blockstelle (Strecke außer Betrieb) | 46,9                        | Riddarhytte såg och grusgrop               | Riddarhytte såg och grusgrop               |
| Strecke (außer Betrieb) · Blockstelle (Strecke außer Betrieb) | 46,4                        | Lienshytte kolhus                          | Lienshytte kolhus                          |
| Abzweig geradeaus und von links (Strecke außer Betrieb) · Strecke nach rechts (außer Betrieb) |                             |                                            |                                            |
| |                             |                                            |                                            |
| Bahnhof (Strecke außer Betrieb) | 0,046,1                     | Riddarhyttan                               | Riddarhyttan                               |
| |                             |                                            |                                            |
| Bahnhof (Strecke außer Betrieb) | 42,1                        | Forshammar                                 | Forshammar                                 |
| Haltepunkt / Haltestelle (Strecke außer Betrieb) | 40.5                        | Aronsberg                                  | Aronsberg                                  |
| Dienststation / Betriebs- oder Güterbahnhof (Strecke außer Betrieb) | 39,1                        | Ugglefors växel                            | Ugglefors växel                            |
| Strecke von links (außer Betrieb) · Abzweig geradeaus und nach rechts (Strecke außer Betrieb) |                             |                                            |                                            |
| Betriebsstelle Streckenende (Strecke außer Betrieb) · Strecke (außer Betrieb) | 40,8                        | Krampen                                    | Krampen                                    |
| Bahnhof quer · Kreuzung geradeaus unten (Strecke geradeaus außer Betrieb) | 38,2                        | Godsstråket genom Bergslagen               | Godsstråket genom Bergslagen               |
| Bahnhof (Strecke außer Betrieb) | 34,0                        | Uttersberg                                 | Uttersberg                                 |
| Abzweig geradeaus und nach links (Strecke außer Betrieb) · Strecke von rechts (außer Betrieb) |                             |                                            |                                            |
| Strecke (außer Betrieb) · Betriebsstelle Streckenende (Strecke außer Betrieb) |                             | Östanfors                                  | Östanfors                                  |
| Bahnhof (Strecke außer Betrieb) | 26,0                        | Karmansbo                                  | Karmansbo                                  |
| Bahnhof (Strecke außer Betrieb) | 23,1                        | Bernshammar                                | Bernshammar                                |
| Strecke (außer Betrieb) · Betriebs-/Güterbahnhof Streckenanfang (Strecke außer Betrieb) |                             | Svansbo                                    | Svansbo                                    |
| Abzweig geradeaus und von links (Strecke außer Betrieb) · Strecke nach rechts (außer Betrieb) |                             |                                            |                                            |
| Dienststation / Betriebs- oder Güterbahnhof (Strecke außer Betrieb) | 20,0                        | Kejsartorps växel                          | Kejsartorps växel                          |
| Bahnhof (Strecke außer Betrieb) | 17,7                        | Gisslarbo                                  | Gisslarbo                                  |
| Bahnhof (Strecke außer Betrieb) | 14,4                        | Kolsva                                     | Kolsva                                     |
| Bahnhof (Strecke außer Betrieb) | 13,2                        | Hagen                                      | Hagen                                      |
| Strecke (außer Betrieb) · Betriebsstelle Streckenanfang (Strecke außer Betrieb) |                             | Kolsva järnverk                            | Kolsva järnverk                            |
| Abzweig geradeaus und von links (Strecke außer Betrieb) · Strecke nach rechts (außer Betrieb) |                             |                                            |                                            |
| Bahnhof (Strecke außer Betrieb) | 11,6                        | Guttsta                                    | Guttsta                                    |
| Bahnhof (Strecke außer Betrieb) | 10,0                        | Värnbo                                     | Värnbo                                     |
| Bahnhof (Strecke außer Betrieb) | 7,0                         | Åsby                                       | Åsby                                       |
| Haltepunkt / Haltestelle (Strecke außer Betrieb) | 5,8                         | Malma kyrka                                | Malma kyrka                                |
| Blockstelle (Strecke außer Betrieb) | 5,8                         | Växel grusgrop                             | Växel grusgrop                             |
| Haltepunkt / Haltestelle (Strecke außer Betrieb) | 1,0                         | Karlsdalsvägen                             | Karlsdalsvägen                             |
| Abzweig ehemals geradeaus und von rechts |                             | von Valskog                                | von Valskog                                |
| Strecke von links (außer Betrieb) · Abzweig geradeaus und ehemals nach rechts |                             |                                            |                                            |
| Strecke (außer Betrieb) · Bahnhof | 0,0                         | Köping (ab 1875)                           | Köping (ab 1875)                           |
| Betriebs-/Güterbahnhof Streckenende (Strecke außer Betrieb) · Strecke | 0,0                         | Köpings Hamn (P-Bahnhof von 1865 bis 1875) | Köpings Hamn (P-Bahnhof von 1865 bis 1875) |
| Strecke |                             | nach Munktorp                              | nach Munktorp                              |
| |                             |                                            |                                            |
| Quellen: |                             |                                            |                                            |

Die Bahnstrecke Köping–Uttersberg–Riddarhyttan war eine Schmalspurbahn in Zentralschweden zwischen Köping und Riddarhyttan. Sie wurde im Laufe des letzten Drittels des 19. Jahrhunderts in Teilstücken von untereinander unabhängigen Aktiengesellschaften errichtet, die sich später nach und nach zusammenschlossen. 1952 wurde die gesamte Strecke von den SJ übernommen.
Hintergrund für die ungewöhnliche Spurweite von 1093 mm war ein Missverständnis bei der Bestellung der Lokomotiven, bei der man annahm, die Spurweite werde von Schienenmitte zu Schienenmitte gemessen.

## Geschichte
Die Landschaft nordwestlich von Köping ist stark bewaldet. Dort fanden sich große Eisenerzvorkommen. Der Fluss Hedströmmen wurde als Kraftquelle und Transportweg von den Eisenhütten in der unteren Dalarna genutzt. Allerdings beschränkte die Kapazität des Flusses die Ausweitung der Produktion in den Hütten. Deshalb wurde schon frühzeitig der Bau einer Eisenbahn, ausgehend von Köping entlang des Hedströmmen, untersucht. Bereits 1853 gab es erste Überlegungen und 1856 wurde ein erster Plan vorgestellt, der aber nicht ausgeführt wurde.
Im September 1856 fand ein Treffen in Köping statt, bei dem Bauingenieur G. Nerman nach einer zuvor durchgeführten Untersuchung von E. Norström eine Planung einer Vollbahnstrecke von Köping nach Uttersberg vorstellte. Bei diesem Treffen wurde eine erste Aktiengesellschaft gegründet. Im Oktober 1856 waren alle Aktien für die Strecke gezeichnet. Nun bat man König Karl XV. um eine Staatsanleihe. Obwohl man eine Verbesserung für die Region sah, lehnte die Staatliche Kommission diesen Antrag ab.

## Köping–Uttersbergs Järnvägsaktiebolag
Bei einem weiteren Treffen in Stockholm am 24. Oktober 1862 wurde ein neuer Versuch zum Bau einer Bahn unternommen. Nach einem Vorschlag von Claes Adolf Adelsköld plante man eine schmalspurige Bahn mit einer Spurweite von 3½ englischen Fuß (1067 mm). Der Kostenvoranschlag von G. Nerman sah 750.000 Kronen vor. Die ursprüngliche Aktien-Zeichnungsliste wurde annulliert und eine neue Liste mit 1000 Aktien zu je 750 Kronen erstellt. Man legte sich auf die Streckenführung von Köping nach Uttersberg sowie auf eine Zweigbahn von Kejsartorp nach Svansbo fest. In der gleichen Sitzung wurde die Gründung der Köping–Uttersbergs järnvägsaktiebolag (KUJ) beschlossen. Der erste Vorstand bestand aus Freiherr C. F. Nieroth sowie den Geschäftsführern der Eisenhütten C. J. Ohlsson und L. Lindberg.
Nun wurde am 12. Oktober 1863 eine Konzession und ein staatliches Darlehen in Höhe von 500.000 Kronen beantragt. Bereits am 30. Oktober wurde die Konzession erteilt, auch das Darlehen wurde bewilligt. Die Bauarbeiten für die Strecke begannen noch im Herbst unter dem Architekten C Jansson sowie dem obersten Bauleiter Cl. Adelsköld.

## Spurweite
Die Hersteller der Güterwagen, Carlsdal und Arboga, hatte den Auftrag richtig verstanden und lieferte diese mit Spurweite 1067 mm (3½ englische Fuß). Die Lokwerkstatt Munktell hatte jedoch Probleme bei der Bestellung und forderte eine Klarstellung der Spurweite ein. Bei der KUJ war man der fälschlichen Meinung, die Spurweite werde von Schienenmitte zu Schienenmitte gemessen. Man kam damit auf 3,59 Englische Fuß = 1094 mm und teilte dies der Lokwerkstatt mit, die dann die Lokomotiven mit 1093 mm Spurweite herstellte.

## Eröffnung der Strecke
Die billigste Lösung war nun, die Schienen in der Spurweite zu bauen, in der die Loks geliefert wurden. Die bereits gelieferten Wagen wurden auf die breitere Spur umgebaut. Glück war, dass bei Lieferung der Lokomotiven noch nicht die gesamte Strecke gebaut war und nur ein Teilstück umgespurt werden musste. Auf diese Weise kam die Strecke zu der für Schweden ungewöhnlichen Spurweite.
Im Dezember 1864 begann der vorläufige Güterverkehr auf dem Abschnitt Köping–Kolsva. Am 11. September 1865 konnte die 35 Kilometer lange Strecke für den vorläufigen Personenverkehr eröffnet werden. Die offizielle Eröffnung erfolgte am 1. Juni 1866, gleichzeitig wurde auch die zwei Kilometer lange Nebenstrecke von Kejsartorp nach Svansbo für den allgemeinen Güterverkehr freigegeben. Am 27. Juni 1866 gab es eine Einweihungsfeier für die dann endgültig 955.000 Kronen teuere Strecke, die mit Schienen mit einem Metergewicht von 18,64 Kilogramm ausgerüstet wurde.
Das Rollmaterial bestand aus 40 Gepäck- und Güterwagen sowie drei zweiachsigen Personenwagen.
Insgesamt wurden anfangs folgende Dampflokomotiven beschafft:
| Nummer | Name        | Bauart    | Achsfolge | Hersteller                               | Fabr.-Nr./ Baujahr | Besonderes                                                                                                  |
| ------ | ----------- | --------- | --------- | ---------------------------------------- | ------------------ | --- |
| 1      | KÖPING      | Tenderlok | 1 B t     | Munktells Mekaniska Verkstad, Eskilstuna | 11 1864            | |
| 2      | UTTERSBERG  | Tenderlok | 1 B t     | Munktells Mekaniska Verkstad, Eskilstuna | 11 1865            | |
| 3      | MÄLAREN     | Tenderlok | 1 B t     | Munktells Mekaniska Verkstad, Eskilstuna | 13 1865            | |
| 4      | HEDSTRÖMMEN | Tenderlok | C t       | Kristinehamns Mekaniska Verkstad         | 1 1867             | 1873 von Bahnstrecke Christinehamn–Sjöändan, dort vorher Nr. 3 – VAULUNDER (wegen Umspurung auf Normalspur) |

Für den Betrieb und die Wartung der Fahrzeuge wurde 1865 in Köping eine Lokwerkstatt gebaut. Dazu gab es eine Wagenwerkstatt, einen Wasserturm und einen Kohlenbunker. Alle Gebäude wurden aus Holz errichtet. Diese wurden außer der Wagenwerkstatt 1889 bei einem Brand zerstört. Danach baute man einen neuen Rundschuppen aus Backsteinen mit sechs Ständen und dazu eine Drehscheibe mit sechs Metern Durchmesser. Diese Gebäude existierten bis zu ihrem Abriss im Jahre 1971.
In Uttersberg wurde 1865 ein eingleisiger Lokschuppen gebaut, der zwei Lokomotiven Platz bot. Auch hier gab es einen Wasserturm, einen Kohlenbunker, eine zweigleisige Wagenwerkstatt und eine 6-Meter-Drehscheibe. Diese Einrichtungen existieren heute ebenfalls nicht mehr.
Der erste Bahnhof in Köping lag am Hafen. Als am 7. Dezember 1875 die Stockholm–Västerås–Bergslagens Järnvägar (SWB) eröffnet wurde, baute diese einen neuen Bahnhof in der Stadt. Die KUJ integrierte ihre Strecke in diesen neuen Bahnhof und stellte den Personenverkehr zum Hafen ein. Der alte Bahnhof diente dann nur noch dem Güterverkehr.

## Uttersberg–Riddarhyttans Järnväg
Durch die Eröffnung der Strecke zwischen Köping und Uttersberg vereinfachten sich die Transportwege für die Eisenhütten am Hedströmmen, wie etwa nach Skinnskatteberg und Baggå. Nun waren es nur noch zwölf Kilometer von Riddarhyttan zum Bahnhof nach Uttersberg.
Der Besitzer der Riddarhyttan, C. J. Ohlsson, war eine der treibenden Kräfte für den Bau der KUJ. Er war bestrebt, eine direkte Bahnverbindung als Fortsetzung der Strecke nach Uttersberg zu bekommen. Als er 1876 starb, bildeten seine Erben die Riddarhytte Aktiebolag und verfolgten die Idee weiter. 1877 machten sie der KUJ einen Vorschlag: Riddarhyttan AB bot den Bau und die Ausstattung einer Eisenbahn von Uttersberg nach Riddarhyttan mit geschätzten Kosten von 326.000 Kronen unter eigener Regie. Diese Strecke sollte dann für den Preis von 100.000 Kronen in das Eigentum der KUJ übergehen. Einzige Bedingung war, dass die KUJ die Strecke mit einem täglichen Zugpaar bedienen solle. Aus nicht nachvollziehbaren Gründen ging der Vorstand der KUJ nicht auf dieses Angebot ein, welches dann auch die Riddarhyttan nicht weiter verfolgte.
Stattdessen errichtete die Riddarhyttan die Strecke nun selbst. Die Konzession für die Strecke wurde am 7. März 1879 erteilt. Unter Ingenieur J. Nilsson begann man sofort mit dem Gleisbau und konnte die zwölf Kilometer lange Strecke zwischen Uttersberg und Riddarhyttan als Uttersberg–Riddarhyttans Järnväg (URJ) am 1. August 1880 in Betrieb nehmen. Die Kosten betrugen 274.600 Kronen. Wie die KUJ wurde die Strecke mit der Spurweite 1093 mm errichtet, der minimale Radius betrug 297 Meter und die maximale Neigung war 16,67 ‰. Die Höchstgeschwindigkeit betrug 32 Kilometer pro Stunde. Die verlegten Schienen hatten ein Metergewicht von 17,2 Kilogramm. Mit der KUJ wurde vereinbart, dass diese den Bahnbetrieb durchführt.

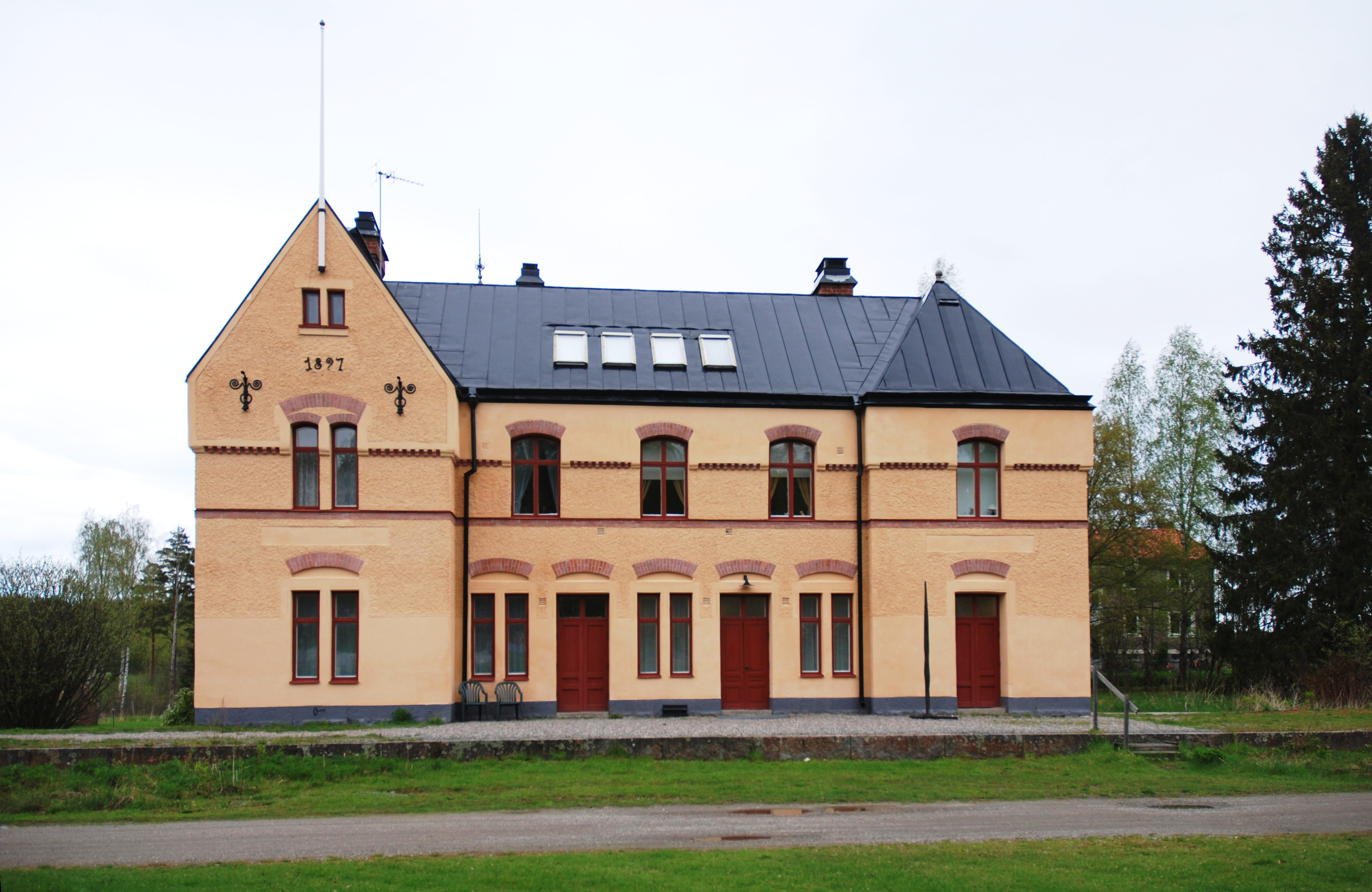
Bahnhof Uttersberg

Da der Anschluss der URJ südlich des Bahnhofes Uttersberg auf die Strecke der KUJ traf, wurden 1897 in Uttersberg die Gleisanlagen umgebaut und ein neuer Bahnhof errichtet. Nachdem die neu erbaute Strecke Frövi–Krylbo der SJ die URJ nur wenige Kilometer südlich von Forshammar kreuzte, ergab sich ein neuer kostengünstiger Anschluss an das Normalspurnetz. Die Gesellschaft beantragte die Konzession für ein Anschlussgleis von Uggelfors zum Bahnhof Krampen der Staatsbahn, die am 27. Oktober 1899 erteilt wurde. Der Anschluss wurde am 1. April 1901 dem Betrieb übergeben. Die drei Kilometer lange Zweigbahn von Riddarhyttan zur Källhyttan wurde im Juni 1902 als Güterzugstrecke eröffnet.
Das beschaffte Rollmaterial bestand aus 20 Waggons und einer C-gekuppelte Dampflokomotive. Diese wurde 1879 von Nydqvist & Holm in Trollhättan hergestellt. Für die Lok wurde in Riddarhyttan 1880 ein einständiger Lokschuppen mit einem Wasserturm sowie eine 6-Meter-Drehscheibe errichtet. Nach der Fusion mit der KUJ wurde 1911 ein neuer Schuppen gebaut und 1927 erweitert. 1972 wurden sämtliche Gebäude abgerissen. Nach der Übernahme der URJ durch die KUJ erhielt die einzige Lokomotive der Gesellschaft die Nummer 5 und den Namen RIDDARHYTTAN.
Viele Jahre gab es Verhandlungen über einen Zusammenschluss der beiden Gesellschaften URJ und KUJ. Ende 1910 wurde der Verkauf der URJ beschlossen. Für den Preis von 110.000 Kronen wurde die URJ von der Köping–Uttersbergs Järnvägsaktiebolag übernommen. Die neue Gesellschaft änderte ihren Namen in Köping–Uttersberg–Riddarhyttans Järnvägsaktiebolag (KURJ).

## Köping–Uttersberg–Riddarhyttans Järnvägsaktiebolag
Durch die Fusion ab dem 1. Januar 1911 war es möglich, die Verkehrsflüsse zu optimieren. Zu den bisher nicht an eine Bahnstrecke angeschlossenen Gruben Källfallet, Bäckgruvan und Lerklockan wurden Gleisverbindungen von Riddarhyttan aus geplant. Die sechs Kilometer lange Zweigstrecke nach Lerklockan ging 1914 in Betrieb. Um auch öffentlichen Güterverkehr durchzuführen, war wiederum eine Konzession notwendig, die am 31. Dezember 1914 beantragt und am 25. Oktober 1915 erteilt wurde. Eine weitere, zwei Kilometer lange Zweigstrecke wurde zwischen Guttsta und Kolsva järnverk verlegt, die Konzession für den allgemeinen Güterverkehr wurde am 14. Januar 1938 erteilt.
1916 übernahm die Aktienmehrheit ein Konsortium aus Norrköping, an dem vor allem die Stadt Norrköping beteiligt war. Man plante zu dieser Zeit eine Bahnstrecke zwischen Riddarhyttan und Norrköping. Dieses Projekt wurde allerdings nicht realisiert. 1931 kaufte die Stadt Köping die Aktienmehrheit von Norrköping.
Im Laufe der Jahre wurden weitere Dampflokomotiven beschafft:
| Nummer | Name               | Bauart    | Achsfolge | Hersteller                      | Fabr.-Nr./ Baujahr | Besonderes                                                |
| ------ | ------------------ | --------- | --------- | ------------------------------- | ------------------ | --------------------------------------------------------- |
| 5      | RIDDARHYTTAN       | Tenderlok | C         | Nydqvist & Holm, Trollhättan    | 1879               | von Uttersberg–Riddarhyttans Järnvägsaktiebolag beschafft |
| 6      | FERNA              | Tenderlok | C         | Nydqvist & Holm, Trollhättan    | 1884               | an KUJ geliefert                                          |
| 7      | PATRIC REUTERSWÄRD | Tenderlok | C         | Nydqvist & Holm, Trollhättan    | 1894               | Museumslok bei Köping-Uttersbergs Järnvägs museiförening  |
| 8      |                    | Tenderlok |           |                                 |                    |                                                           |
| 9      |                    | Tenderlok | 1 C       | Helsingborgs M. V., Helsingborg | 1911               |                                                           |
| 10     |                    | Tenderlok | 1 C       | Helsingborgs M. V., Helsingborg | 1914               |                                                           |
| 11     |                    | Tenderlok | 1 C       | Helsingborgs M. V., Helsingborg | 1915               |                                                           |

## Übernahme durch Statens Järnvägar
Ende der 1940er Jahre stiegen die Betriebskosten und die Gesellschaft begann Verhandlungen hinsichtlich der Verstaatlichung. Am 25. Januar 1952 stimmte der Stadtrat von Köping der Übergabe zu. Für 638.000 Kronen übernahmen die SJ am 1. Juli 1952 die Gesellschaft mit sämtlichen Strecken und Fahrzeugen.
Durch den zunehmenden Verkehr war es notwendig, 1960 einen Teil der Schienen zu ersetzen. 15 Kilometer erhielten Schienen mit einem Metergewicht von 24,8 Kilogramm, der Rest der Hauptstrecke wurde mit Schienen mit einem Metergewicht von 27,8 Kilogramm ausgestattet.

## Einstellung und Abbau
Der Strukturwandel im Bergbau und in der Holzindustrie machte auch vor dieser Strecke nicht Halt, die Konkurrenz durch den Straßenverkehr wuchs.
Am 1. Januar 1937 wurde der Verkehr sich auf Zweigstrecke Kejsartorp–Svansbo eingestellt. Die Strecke wurde im selben Jahr abgebaut. Als Nächstes folgte die Stilllegung des Streckenteiles Nedre Skärsjön–Lerklockan der Strecke Riddarhyttan–Lerklockan am 1. Januar 1941. Auch diese Strecke wurde sofort abgebaut.
Zum 1. September 1952, zwei Monate nach der Übernahme durch die SJ, wurde der gesamte Personenverkehr eingestellt. Es folgten am 1. Juli 1966 der Güterverkehr zwischen Guttsta und Uggelfors sowie der allgemeine Güterverkehr zwischen Riddarhyttan und Bäckegruvan und zwischen Riddarhyttan und Källfallet. 1954 wurden die Gleisanlagen zwischen dem Bahnhof Köping und den Weichen zum Güterbahnhof abgebaut. Ab diesem Zeitpunkt wurde der Güterverkehr mit Normalspurgüterwagen, die auf Rollwagen verladen waren, durchgeführt.
Der Güterverkehr auf dem Abschnitt zwischen Köping und Kolsva järnverk endete am 1. Juli 1966. Zwei Jahre später, im Herbst 1968, fuhr auch der letzte Güterzug auf der Strecke zwischen Krampen und Riddarhyttan. Riddarhyttan AB hatte 1966 einen Vertrag mit den SJ bis zum 30. April 1969 abgeschlossen und fuhr diese Transporte in Eigenregie. Dafür hatte die Riddarhyttan zwei Lokomotiven und elf Rollwagen von der SJ gekauft, um Normalspurgüterwagen befördern zu können. Im Jahr 1969 fuhr aber kein Zug mehr. In diesem Jahr erfolgte der Abbau des Abschnittes zwischen Kolsva und dem Güterbahnhof Köping. 1971 wurden die restlichen Gleisanlagen beseitigt.

## Köping-Uttersbergs Järnvägs museiförening

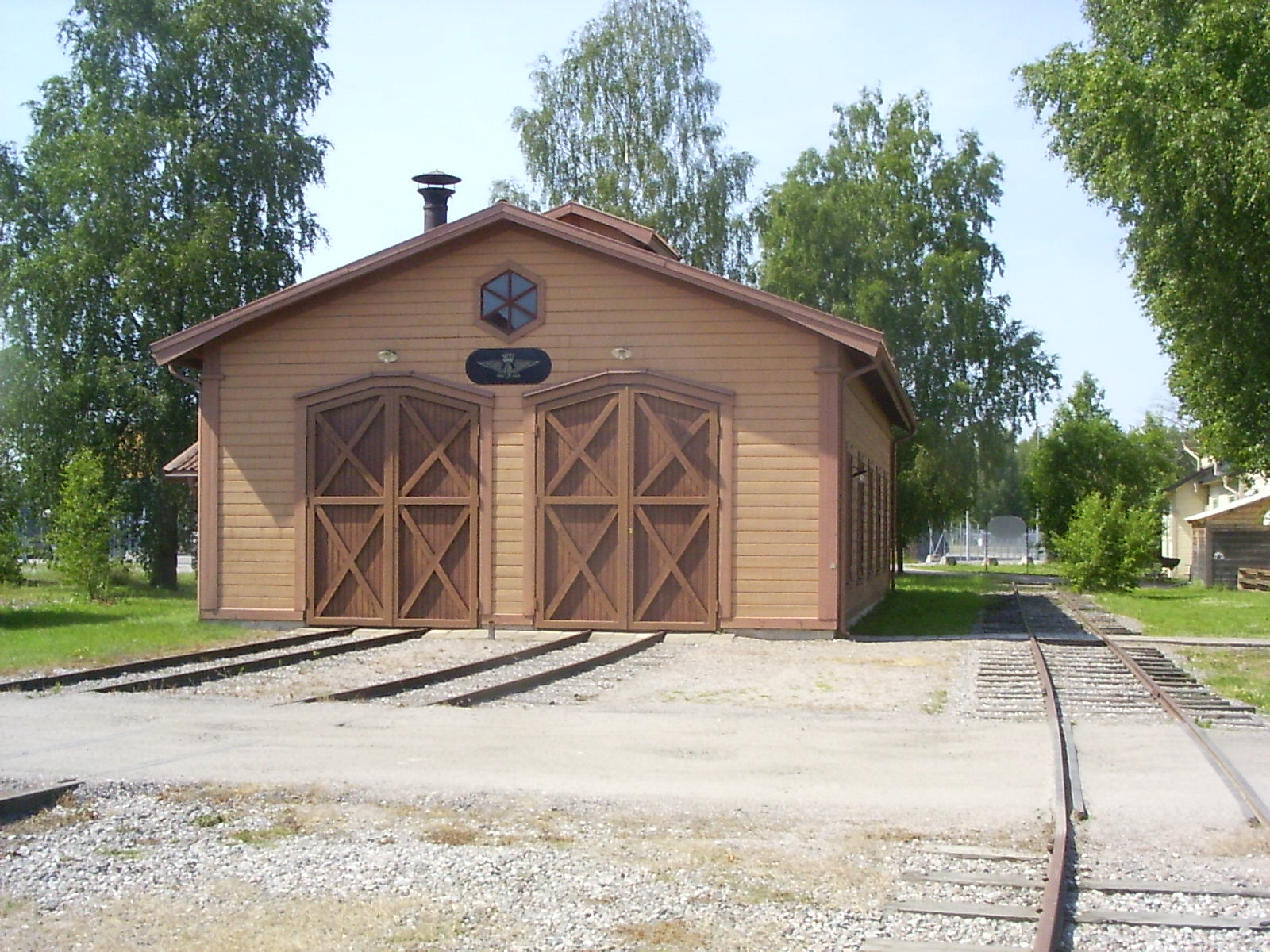
Lokschuppen der Museumsbahn in Köping

Die seit 1975 bestehende Köping-Uttersbergs Järnvägs museiförening ist im alten Güterbahnhof in Köping untergebracht. Der ehemalige Lokschuppen dient zur Aufbewahrung der Museumsstücke wie die Dampflok Nr. 7 (PATRIC REUTERSWÄRD), dem Personenwagen BC 9 – dieser wurde 1872 in der eigenen Bahnwerkstatt in Köping gebaut, dem Personenwagen BC 10 – gebaut bei Atlas 1875 sowie die Diesellok Nr. 4 der Nordmark–Klarälvens Järnvägar. Diese Maschine wurde 1952 als Z4tu 316 an die SJ geliefert, 1961 von 891 mm auf 1093 mm Spurweite umgebaut und war auf der KURJ neben anderen Loks dieser Baureihe bis zur Betriebseinstellung im Einsatz, zuletzt zwischen Riddarhyttan und Krampen.